# Vindkraftspark

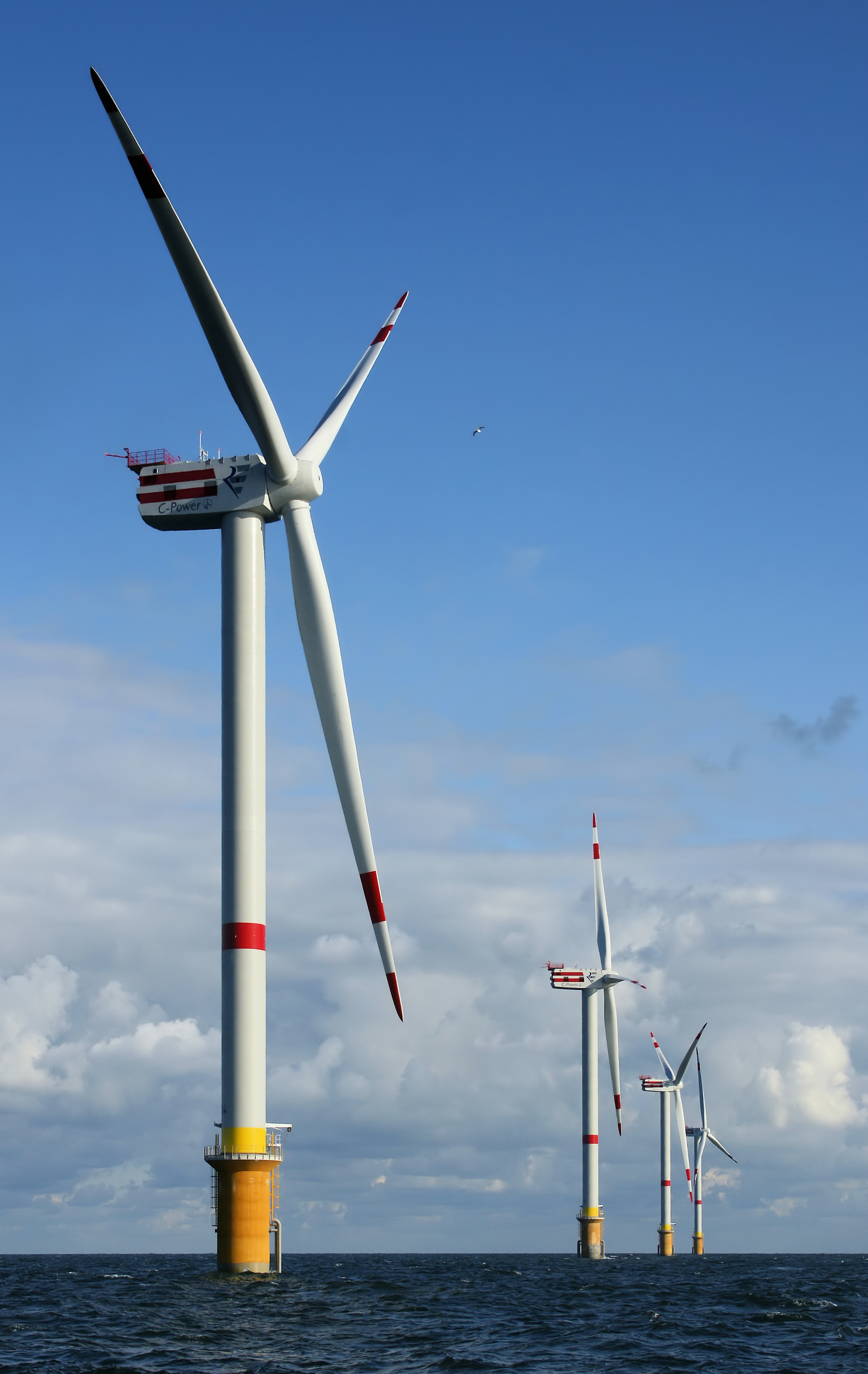
Vindkraftspark i Belgien.

En vindkraftspark är ett industriområde som avsatts för bruk av vindkraft.

## Vindkraftsparker i Norden
Driftsatta havsbaserade vindkraftsanläggningar i Norden:
| Havsbaserade parker             | Land    | Start | MW    | Antal | Fabrikat                    |
| ------------------------------- | ------- | ----- | ----- | ----- | --------------------------- |
| Nogersund Blekinge              | Sverige | 1990  | 0,220 | 1     |                             |
| Vindeby                         | Danmark | 1991  | 4,95  | 11    | Bonus 450 kW                |
| Tunø Knob                       | Danmark | 1995  | 5     | 10    | Vestas 500 kW               |
| Bockstigen, Gotland             | Sverige | 1998  | 2,5   | 5     | Windworld                   |
| Utgrundet, Kalmarsund           | Sverige | 2000  | 10    | 7     | GE Wind Energy (f.d. Enron) |
| Middelgrunden, Köpenhamn        | Danmark | 2001  | 40    | 20    | Vestas 2 MW                 |
| Yttre Stengrund, Blekinge       | Sverige | 2001  | 10    | 5     | NEG-Micon                   |
| Samsø                           | Danmark | 2002  | 23    | 10    | Bonus                       |
| Horns Rev                       | Danmark | 2002  | 160   | 80    | Vestas 2 MW                 |
| Rønland                         | Danmark | 2003  | 17,2  | 8     | Bonus / Vestas              |
| Frederikshavn                   | Danmark | 2003  | 10,6  | 4     | Vestas, Bonus, Nordex       |
| Nysted Rødsand                  | Danmark | 2003  | 158.4 | 72    | Elsam/Elkraft/Energy E2     |
| Lillgrunds vindkraftpark, Skåne | Sverige | 2007  | 110   | 47    | Siemens 2.3 MW Mk II        |
| Rødsand 2, Danmark              | Danmark | 2010  | 207   | 90    | Siemens                     |

Det finns också landbaserade anläggningar, till exempel Aapua vindkraftverkspark i Övertorneå kommun i Norrbotten och Näsudden på Gotland.
I början av 2024 offentliggjorde också planer på att bygga en ny vindkraftspark i Vänern utanför Mariestad. Om parken blir verklighet kan den innehålla upp till 100 verk som är runt 200 meter höga. Som tidigast är parken färdigbyggd 2030. Planerna möttes dock av kritik från såväl lokala yrkes- som fritidsfiskare.